# ونتوری
ونتوری (انگلیسی: Venturi) شرکت خودروسازی در موناکو است، که در سال ۱۹۸۴ تأسیس شد.